# Jeannette Goergen-Philip
Jeannette Goergen-Philip, född 30 november 1947, är en luxemburgsk bågskytt. Hon deltog vid olympiska sommarspelen 1984 och olympiska sommarspelen 1992.